# Eudistoma multiperforatum
Eudistoma multiperforatum är en sjöpungsart som först beskrevs av Sluiter 1909.  Eudistoma multiperforatum ingår i släktet Eudistoma och familjen Polycitoridae. Inga underarter finns listade i Catalogue of Life.